# Tiit Aleksejev

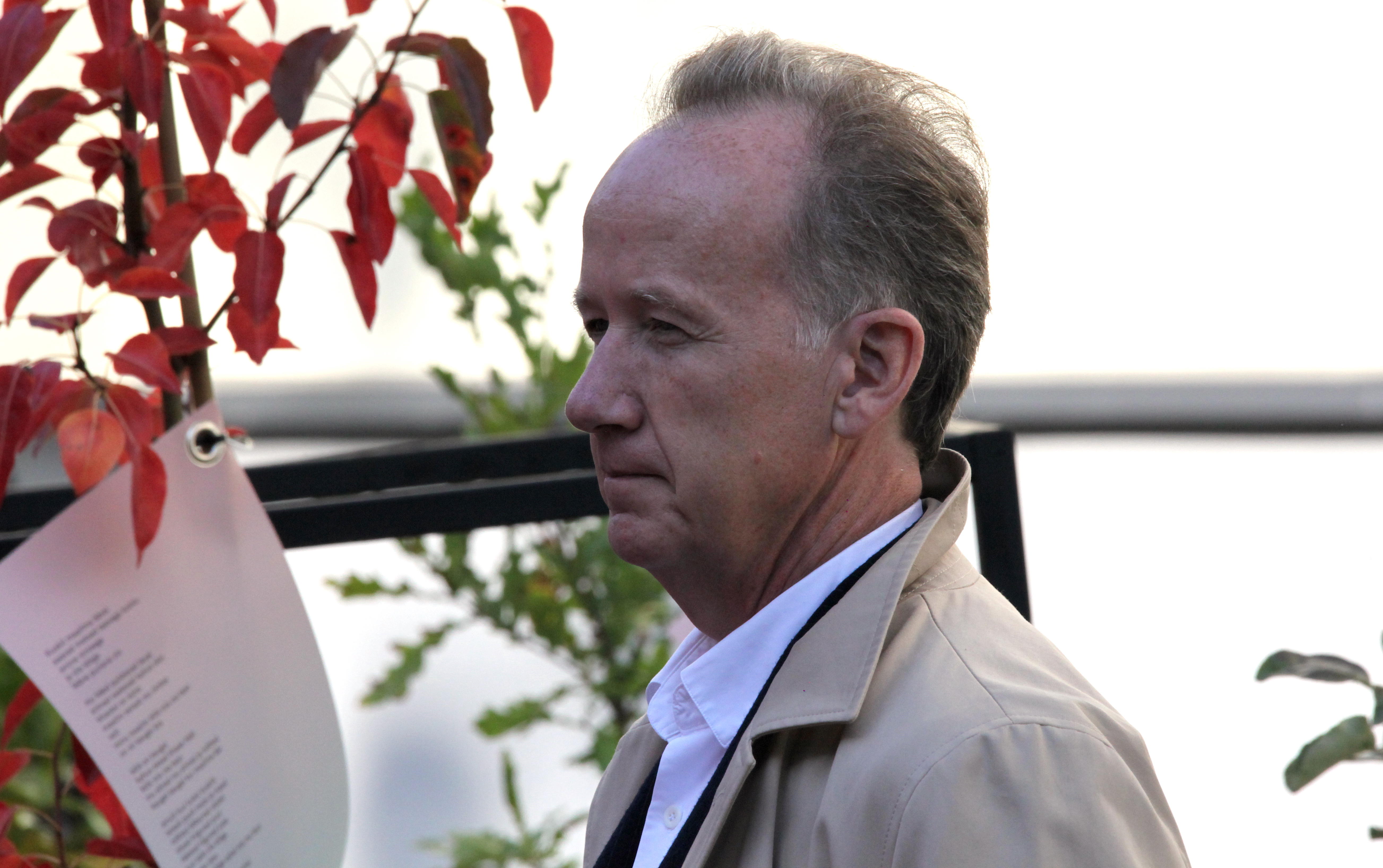
Tiit Aleksejev (2021)

Tiit Aleksejev (Kohtla-Järve, 6 luglio 1968) è uno scrittore estone.

## Biografia
Laureato all'Università di Tartu in Storia Medievale. Ha lavorato come diplomatico a Parigi e Bruxelles. Nel 2009 vince il premio letterario della rivista Looming grazie al suo primo racconto, Tartu rahu. Il suo primo romanzo, Valge kuningriik, un thriller ambientato a Parigi e retrospettivamente nell'Afghanistan degli anni ottanta, è stato premiato con il Premio Betti Alver del 2006 come miglior opera prima. Nel 2010 vince il Premio letterario dell'Unione europea con Palveränd dopo aver raccolto materiale per dieci anni ed aver visitato i principali campi di battaglia della Terra santa; quest'ultimo è stato pubblicato in Italia nel 2013 da Atmosphere Edizioni con il titolo Il pellegrinaggio.

## Opere
- Valge kuningriik (2006)
- Il pellegrinaggio (Palveränd. Lugu esimesest ristisõjast, 2008), Roma, Atmosphere, 2013 traduzione di Daniele Monticelli ISBN 978-88-6564-076-0.
- Leegionärid (2010)
- Kindel linn (2011')
- Kuningad. Näidend aastast 1343 (2014)